# Alex Rydén
Alex Bengt Rupert Rydén, född 17 februari 1926 i Eksjö stadsförsamling i Jönköpings län, död 7 oktober 2016 i Vällingby distrikt i Stockholm, var en svensk militär.

## Biografi
Rydén tog sjöofficersexamen vid Kungliga Sjökrigsskolan 1952 och blev fänrik vid Härnösands kustartilleridetachement samma år. Han befordrades till kapten 1964 och var detaljchef i Operationsledning 1 i Försvarsstaben 1964–1968, befordrad till major 1967. Han gjorde FN-tjänstgöring i Jerusalem 1968–1969. Han var lärare vid Kungliga Sjökrigsskolan 1969–1970 och sektionschef i Civilförsvarsstyrelsen 1970–1973 samt befordrades till överstelöjtnant 1972. Åren 1973–1979 var han lärare vid Försvarshögskolan, varpå han 1979–1991 var kanslichef i Östra civilområdet.
Alex Rydén invaldes 1985 som ledamot av Kungliga Krigsvetenskapsakademien. Hans inträdesanförande i akademien handlade om civilbefälhavarna.
I en nekrolog berättas följande om Rydéns verksamhet: ”Hans militära bakgrund var en tillgång vad avsåg samverkan mellan de civila och militära delarna av försvaret och han månade mycket om och utvecklade den civila delen av totalförsvaret. Han brann för totalförsvarsidén och var en tongivande kompetens för civilområdena. Med sitt breda kontaktnät och allmänt respekterad spelade han en viktig roll i samspelet mellan ÖCB och civilbefälhavarna.”